# Bystrá nad Jizerou
Bystrá nad Jizerou település Csehországban, Semilyi járásban. Bystrá nad Jizerou Benešov u Semil, Háje nad Jizerou és Košťálov településekkel határos. Lakosainak száma 117 fő (2024. január 1.).

## Népesség
A település lakosságának változását az alábbi diagram mutatja:
| Lakosok száma | 621  | 535  | 516  | 278  | 187  | 116  | 114  | 111  | 126  | 117  |
|               | 1869 | 1900 | 1921 | 1961 | 1980 | 2011 | 2016 | 2019 | 2021 | 2024 |